# 不列顛哥倫比亞省溫哥華聖殿
不列顛哥倫比亞溫哥華聖殿是耶穌基督後期聖徒教會在加拿大卑詩省蘭里區（位於大溫哥華）的一座聖殿，是摩門教會在該國建造的第七座聖殿，也是在該省建造的首座聖殿。

## 聖殿歷史
溫哥華聖殿於2006年5月25日宣布，位於蘭里區郊區200號街和82號大道上的4.7公頃遺址。奠基儀式於2007年8月4日舉行。2010年4月9日至24日，在聖殿於2010年5月2日奉獻之前，舉行了一次公眾開放日。奉獻之後，只有具有聖殿推薦書的教會成員才能進入聖殿内部。
像該教會所有的其他聖殿一样，2020年，不列顛哥倫比亞溫哥華聖殿因COVID-19大流行而關門。